# Omophron gilae
Omophron gilae är en skalbaggsart som beskrevs av Leconte 1852. Omophron gilae ingår i släktet Omophron och familjen jordlöpare. Inga underarter finns listade i Catalogue of Life.